# وگلترو
وگلترو (به اسپانیایی: Vegalatrave) یک شهرستان در اسپانیا است که در استان سامرا واقع شده‌است.

## خصوصیات
وگلترو ۱۸ کیلومترمربع مساحت و ۱۴۱ نفر جمعیت دارد.